# Биполярный конструкт
Биполярный конструкт — двустороннее или двунаправленное измерение процессов, протекающих в русле психики, с целью предвосхищения событий и их содержания. Впервые они были выделены американским психологом Дж. Келли в рамках разработки концепции когнитивной психологии на примере личностных конструктов.

## Свойства конструктов
1. Ограниченный диапазон применимости, то есть конструкт «хороший — плохой» может быть использован в большем количестве ситуаций, нежели чем конструкт «кислый — сладкий».
2. Устойчивость (создать их гораздо легче, чем разрушить).
3. Фокус применимости, или диапазон варьируемости значений каждого конструкта в зависимости от восприятия его субъектом. Например, конструкт «честный — нечестный» у одного человека может иметь значение не трогать чужое имущество, у другого он применим к неким политическим событиям.

## Типы конструктов
1. Упредительный конструкт, основной смысл которого заключается в стандартизации элементов, с целью пребывания их исключительно в диапазоне того или иного конструкта. Другими словами: то, что попало в одну классификацию, исключается из другой.
2. Констелляторный конструкт. Если явление принадлежит к категории одного конструкта, тогда большинство характеристик этого явления становятся фиксированными. В качестве примера можно привести «шаблонный» способ мышления: «Если передо мной политик, значит он корыстный, жадный, алчный и коммуникабельный». Такие конструкты по определению ограничивают возможности какого-либо альтернативного мнения.
3. Предполагающий конструкт, по смыслу своему являющийся противоположным двум предыдущим, то есть он дает возможность человеку быть открытым новому опыту и иметь альтернативную точку зрения на мир.

## Методы балльных оценок биполярных конструктов
Наиболее распространенными и часто применимыми в психологии методами балльных оцениваний являются:

### Графические шкалы
Одним из наиболее распространенных методов балльных оценок является графическая шкала. Она представляет собой прямую линиую, на которой неким образом отмечены признаки исследуемого класса объектов-стимулов. Задача испытуемого в таком случае заключается в том, чтобы вынести суждение в форме отметки на предложенной шкале. Существенными преимуществами таких шкал являются простота и легкая управляемость.

### Числовое шкалирование
В задачу испытуемого при таком методе оценивания входит приписывание каждому стимулу соответствующее число из ряда предъявленной их последовательности. Такие шкалы являются простыми как для обработки результатов экспериментатором, так и для восприятия и вынесения суждений испытуемыми.

### Шкалирование по стандартной шкале
Особенность данного метода балльных оценок заключается в том, что испытуемому предоставляется определенный набор стандартов, того же вида, что и оцениваемые стимулы. Таким образом в задачу испытуемого входит сравнение предъявленного стимула с эталоном. Главным преимуществом шкалирования с использованием стандартов является создание более или менее постоянных эталонов, которые служат хорошим подспорьем к стабилизированию оценок.